# Крюгер, Эшлин
Эшлин Крюгер (англ. Ashlyn Krueger; род. 7 мая 2004) — американская теннисистка; победительница двух турниров WTA (из них один в одиночном разряде); победительница одного юниорского турнира Большого шлема в парном разряде (Открытый чемпионат США-2021).

## Спортивная карьера
Эшлин Крюгер начала посещать занятия теннисом в возрасте шести лет. Предпочитает корты с твердым покрытием. На март 2023 года ей удалось выиграть два титула в парном разряде и один титул в одиночном разряде из цикла ITF.
Крюгер становилась победительницей Orange Bowl среди девушек до 16 лет в 2019 году и среди девушек до 18 лет в 2020 году.
На турнирах WTA Тура она дебютировала в 2021 году на турнире в мексиканской Гвадалахаре, получив уайлд-кард в квалификацию, однако в первом же раунде уступила британке Харриет Дарт со счетом 2-6 3-6. В этом же году на юношеском турнире Открытого чемпионата США по теннису в парном разряде вместе с Робин Монтгомери стала победительницей. В основном женском турнире, получив уайлд-кард, впервые в карьере сыграла матч на турнире Большого шлема против словачки Анны Каролины Шмидловой, которой уступила в упорном трёхсетовом поединке.
В 2022 году вновь благодаря победе в квалификации приняла участие в основной сетке Открытого чемпионата США по теннису. В матче первого раунда уступила 26-й сеянной на турнире Виктории Азаренко 1-6, 6-4, 2-6.
В марте 2023 года американская спортсменка преодолела сито квалификации на турнире в Индиан-Уэлсе и приняла участие в основной сетке турнира, где в первом раунде уступила Джил Тайхман 1-6 4-6.
17 сентября 2023 года Эшлин Крюгер впервые в карьере выиграла титул категории WTA-250 на турнире в городе Осака.

## Итоговое место в рейтинге WTA по годам
| Год  | Одиночный рейтинг | Парный рейтинг |
| 2024 | 65                | 71             |
| 2023 | 81                | 176            |
| 2022 | 178               | 163            |
| 2021 | 536               | 281            |
| 2020 | —                 | 924            |
| 2019 | —                 | 891            |

## Выступления на турнирах

### Финалы турнировWTAв одиночном разряде (2)

#### Победа (1)
| Легенда:                    |
| --------------------------- |
| Турниры Большого шлема (0)* |
| Олимпиада (0)               |
| Итоговый турнир WTA (0)     |
| WTA 1000 (0)                |
| WTA 500 (0)                 |
| WTA 250 (1+1)               |

| Титулы по покрытиям | Титулы по месту проведения матчей турнира |
| ------------------- | ----------------------------------------- |
| Хард (1)*           | Зал (0)                                   |
| Грунт (0+1)         | Зал (0)                                   |
| Трава (0)           | Открытый воздух (1+1)                     |
| Ковёр (0)           | Открытый воздух (1+1)                     |

* количество побед в одиночном разряде + количество побед в парном разряде.
| №  | Дата             | Турнир        | Покрытие | Соперница в финале | Счёт       |
| 1. | 17 сентября 2023 | Осака, Япония | Хард     | Чжу Линь           | 6-3 7-6(6) |

#### Поражение (1)
| №  | Дата           | Турнир        | Покрытие | Соперница в финале | Счёт        |
| 1. | 8 февраля 2025 | Абу-Даби, ОАЭ | Хард     | Белинда Бенчич     | 6-4 1-6 1-6 |

### Финалы турнировWTAв парном разряде (1)

#### Победа (1)
| №  | Дата          | Турнир        | Покрытие | Партнёрша     | Соперницы в финале              | Счёт           |
| 1. | 7 апреля 2024 | Чарлстон, США | Грунт    | Слоан Стивенс | Людмила Киченок Надежда Киченок | 1-6 6-3 [10-7] |